# Weissia muhlenbergiana
Weissia muhlenbergiana är en bladmossart som beskrevs av William Dean Reese och B. A. E. Lemmon 1965. Weissia muhlenbergiana ingår i släktet krusmossor, och familjen Pottiaceae. Inga underarter finns listade i Catalogue of Life.